# Малоазиатски тритон
Малоазиатските тритони (Ommatotriton vittatus) са вид земноводни от семейство Саламандрови (Salamandridae).
Срещат се по източното крайбрежие на Средиземно море.
Таксонът е описан за пръв път от британския зоолог и филателист Джон Едуард Грей през 1835 година.